# Friedrich von Bonhoeffer
Friedrich Ernst Tobias Bonhoeffer, seit 1893 von Bonhoeffer, (* 16. Juli 1828 in Oberstetten; † 11. Januar 1907 in Tübingen) war ein deutscher Jurist.

## Leben
Bonhoeffer war der Sohn eines Pfarrers und evangelischer Konfession. Er stammte aus einer traditionsreichen Pfarrer- und Beamtenfamilie.
Nach dem Abitur in Schwäbisch Hall studierte er von 1846 bis 1851 Rechtswissenschaft in Tübingen. Er war Mitglied des Corps Guestphalia Tübingen.
Er trat in die württembergische Justiz ein und wurde zunächst Amtsrichter in Neresheim, bis er 1877 nach Tübingen wechselte. Danach wurde er 1886 Oberlandesgerichtsrat in Stuttgart, bis er 1893 Landgerichtspräsident in Ravensburg wurde und 1896 in derselben Position nach Ulm versetzt wurde. Zudem war er seit 1893 Mitglied des württembergischen Staatsgerichtshofs.
1898 trat er in den Ruhestand und lebte dann in Tübingen.

## Familie
Er war mit Julie, geborene Tafel (1842–1936), verheiratet und hatte vier Kinder, darunter Otto Bonhoeffer (1864–1932) und Karl Bonhoeffer (1868–1948).
Zu seinen Enkeln gehörten Karl-Friedrich Bonhoeffer (1899–1957), Klaus Bonhoeffer (1901–1945), Ursula Bonhoeffer (1902–1983, verheiratet mit Rüdiger Schleicher), Christine von Dohnanyi (1903–1965, verheiratet mit Hans von Dohnanyi), Dietrich Bonhoeffer (1906–1945), Sabine Leibholz (1906–1999) und Susanne Dreß (1909–1991).
Ein Neffe war Robert Meyding.

## Ehrungen
- 1893 Ehrenkreuz des Ordens der Württembergischen Krone
- 1897 Kommenturkreuz II. Klasse des Friedrichs-Ordens